# Alexandra Bastedo
Alexandra Lendon Bastedo (ur. 9 marca 1946 w Hove, zm. 12 stycznia 2014 w Worthing) – brytyjska aktorka filmowa.

## Filmografia
seriale
- 1962: The Scales of Justice jako Laura
- 1969: Randall i duch Hopkirka jako Carol
- 1978: Do You Remember? jako Kitty Lane
- 1992: Absolutnie fantastyczne jako Penny Casper-Morse

film
- 1963: 13 Frightened Girls jako Anglia
- 1970: Mój kochanek - mój syn jako Cicely Clarkson
- 1983: Legend of the Champions jako Sharron Macready
- 2005: Batman: Początek jako Pani Delane